# Боровик розовокожий
Борови́к розовоко́жий (лат. Boletus rhodoxanthus) — гриб рода Боровик (Boletus) семейства Болетовые (Boletaceae).
Научные синонимы:
- Boletus sanguineus var. rhodoxanthus Krombh., 1846 basionym
- Boletus rhodopurpureus var. rhodoxanthus (Krombh.) Bon, 1985

## Описание
Шляпка в диаметре 7—20 см, сначала полушаровидная, затем раскрывается до подушковидной, позже до распростёртой и слегка вдавленной в середине. Кожица гладкая или слегка бархатистая, часто слегка клейкая, коричневато-серая до грязно-коричнево-жёлтой с красноватым оттенком по краям.
Мякоть плотная, в ножке более мягкая, лимонно-жёлтая, возле трубочек и в ножке более яркая, в основании винно-красная, на срезе слегка синеет. Запах и вкус слабо выраженные.
Ножка высотой 6—20 см, диаметром 2—6 см, сначала клубневидная, с возрастом становится цилиндрической, основание часто заострённое. Окраска в нижней части ярко-красная, вверху жёлтая. Поверхность покрыта тонкой ярко-красной выпуклой сетью, вначале петлистой, позже вытянутой, пунктирной.
Трубчатый слой светло-жёлтый или ярко-жёлтый, у зрелых грибов жёлто-зелёный, синеющий. Трубочки длинные, поры сначала узкие и того же цвета, что и трубочки, позже становятся карминными или кроваво-красными, округло-угловатыми.
Споровый порошок оливковый.

## Экологияи распространение
Встречается в тех же местах, что и сатанинский гриб (Boletus satanas), но значительно реже.

## Токсичность
Токсичность спорная.